# Jizerní Vtelno
Jizerní Vtelno é uma comuna checa localizada na região da Boêmia Central, distrito de Mladá Boleslav.